# Јагњид
Јагњид је насељено место у Босни и Херцеговини у општини Горњи Вакуф-Ускопље. Административно припада Федерацији Босне и Херцеговине, односно њеном Средњобосанском кантону. Према попису становништва из 2013. у насељу је било 317 становника, а већинско становништво у насељу били су Бошњаци.

## Становништво
По последњем службеном попису становништва из 2013. године у насељу Јагњид живело је 652 становника, а село је било етнички хетерогено са мешовитом хрватско-бошњачком популацијом.
| Националност | 2013. | 1991.        | 1981.        | 1971.        |
| Бошњаци      | —     | 319 (65,10%) | 277 (65,80%) | 227 (64,31%) |
| Хрвати       | —     | 168 (34,29%) | 144 (34,20%) | 125 (35,41%) |
| Срби         | —     | 0            | 0            | 0            |
| остали       | —     | 3 (0,61%)    | 0            | 1 (0,21%)    |
| Укупно       | 317   | 490          | 421          | 353          |